# 23 August (Constanța megye)
23 August település Romániában, Dobrudzsában, Constanța megyében, 23 August község központja.

## Fekvése
A település az ország délkeleti részén található, Mangaliától tizennégy kilométerre északra, a megyeszékhelytől, Konstancától pedig 30 kilométerre délre, a Tatlageac-tó közelében. 

## Története
A falut török telepesek alapították Büyük-Tatlicak, románul Tatlâgeac Mare néven. 1913-ban, amikor Dobrudzsa déli területeit is Romániához csatolták, a Domnița Elena nevet vette fel. A kommunizmus idején kapta mai nevét, melynek jelentése augusztus 23. 1944-ben, a második világháború alatt ezen a napon lépett ki Románia a központi hatalmak közül és állt át az antant oldalára.
1994-ben és 1996-ban kezdeményezték a település nevének a módosítását, de a kiírt népszavazáson a helyi lakosság ezt nem igényelte.

## Lakossága
| Nemzetiségek | 2002 | 2002   |
| ------------ | ---- | ------ |
| Románok      | 2436 | 92,1%  |
| Tatárok      | 165  | 6,2%   |
| Romák        | 33   | 1,2%   |
| Magyarok     | 5    | 0,2%   |
| Összesen     | 2646 | 100,0% |